# NGC 4467
NGC 4467 is een elliptisch sterrenstelsel in het sterrenbeeld Maagd. Het hemelobject werd op 28 april 1851 ontdekt door de Duits-Baltische astronoom Otto Wilhelm von Struve.

## Synoniemen
- MCG 1-32-80
- ZWG 42.130
- ARAK 369
- VCC 1192
- PGC 41169